# 圣阿加塔-博洛涅塞
圣阿加塔-博洛涅塞是意大利艾米利亚-罗马涅大区博洛尼亚省的一个镇。
著名汽车品牌藍寶堅尼的工厂即位于圣阿加塔-博洛涅塞。

## 歷史
早在青銅時代圣阿加塔-博洛涅塞已有人聚居，而建城則是在1189年由腓特烈一世主導下完成。惟長期以來，圣阿加塔-博洛涅塞都只是一個小鎮，人口處於低位，在1861年，只有3,799人；1901年也不過有4,115人；直到2000年代起，才突破6,000人。
圣阿加塔-博洛涅塞的名氣很大程度是因藍寶堅尼。1963年10月30日，藍寶堅尼即成立於此。

## 經濟
以農業、工業為主，其中以藍寶堅尼的生產最為知名。

## 圖片

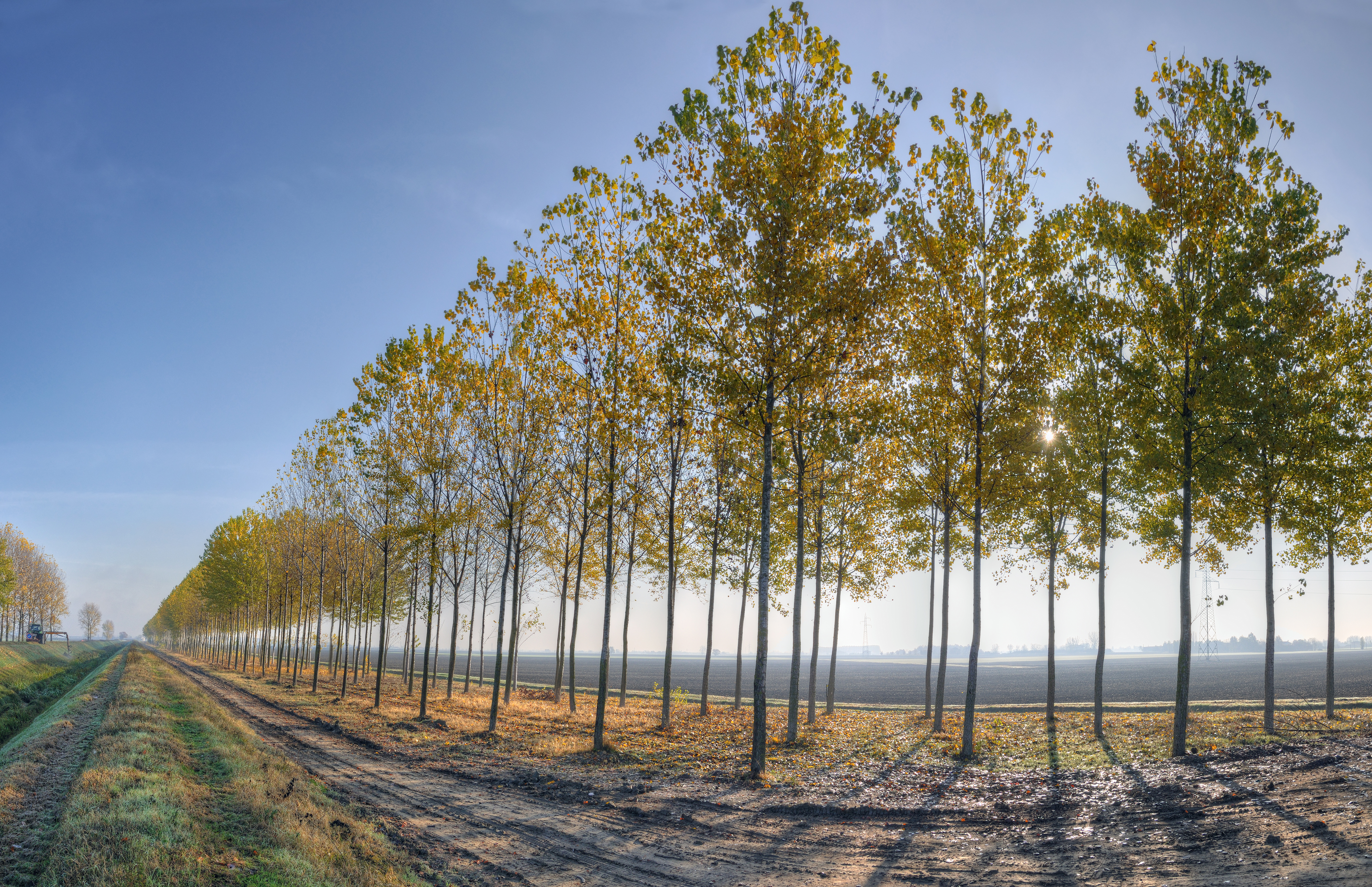
農地
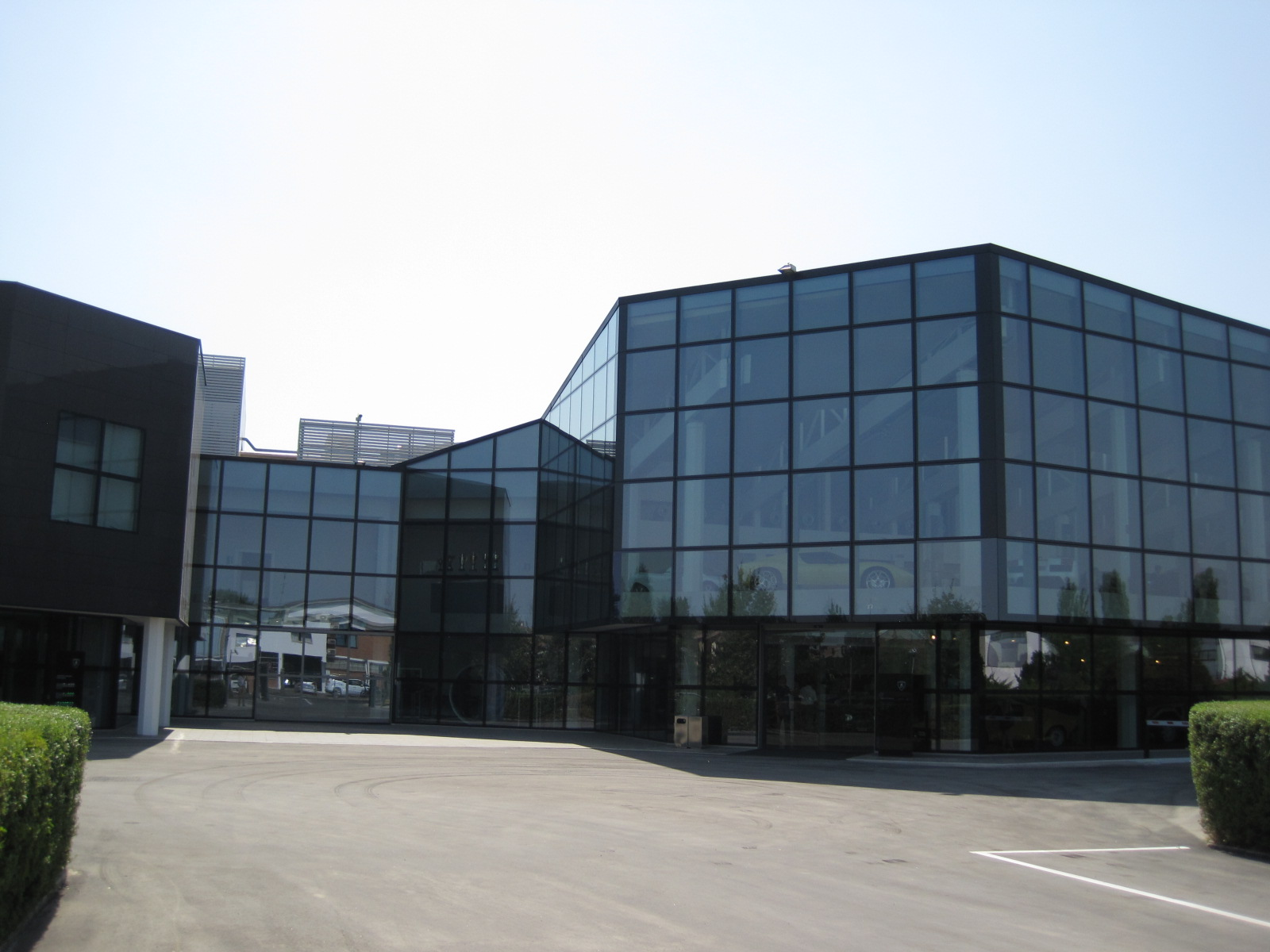
藍寶堅尼總部